# Empel (Duitsland)
Empel is een plaats in Noordrijn-Westfalen behorend tot de gemeente Rees in Kreis Kleve. De Duitse plaats ligt in het Nederrijngebied op de rechter oever van de Rijn en had in 2009 468 inwoners.
Het dorp wordt doorsneden door de A3.
Per trein is de plaats bereikbaar als haltepunt Empel-Rees van de lijn Emmerich - Oberhausen.

## Empeler Meer - Haus Empel
Bij Empel ligt het Empeler Meer, een natuurgebied  met daarin de ruïne van het voormalige waterslot Haus Empel.

## Afbeeldingen

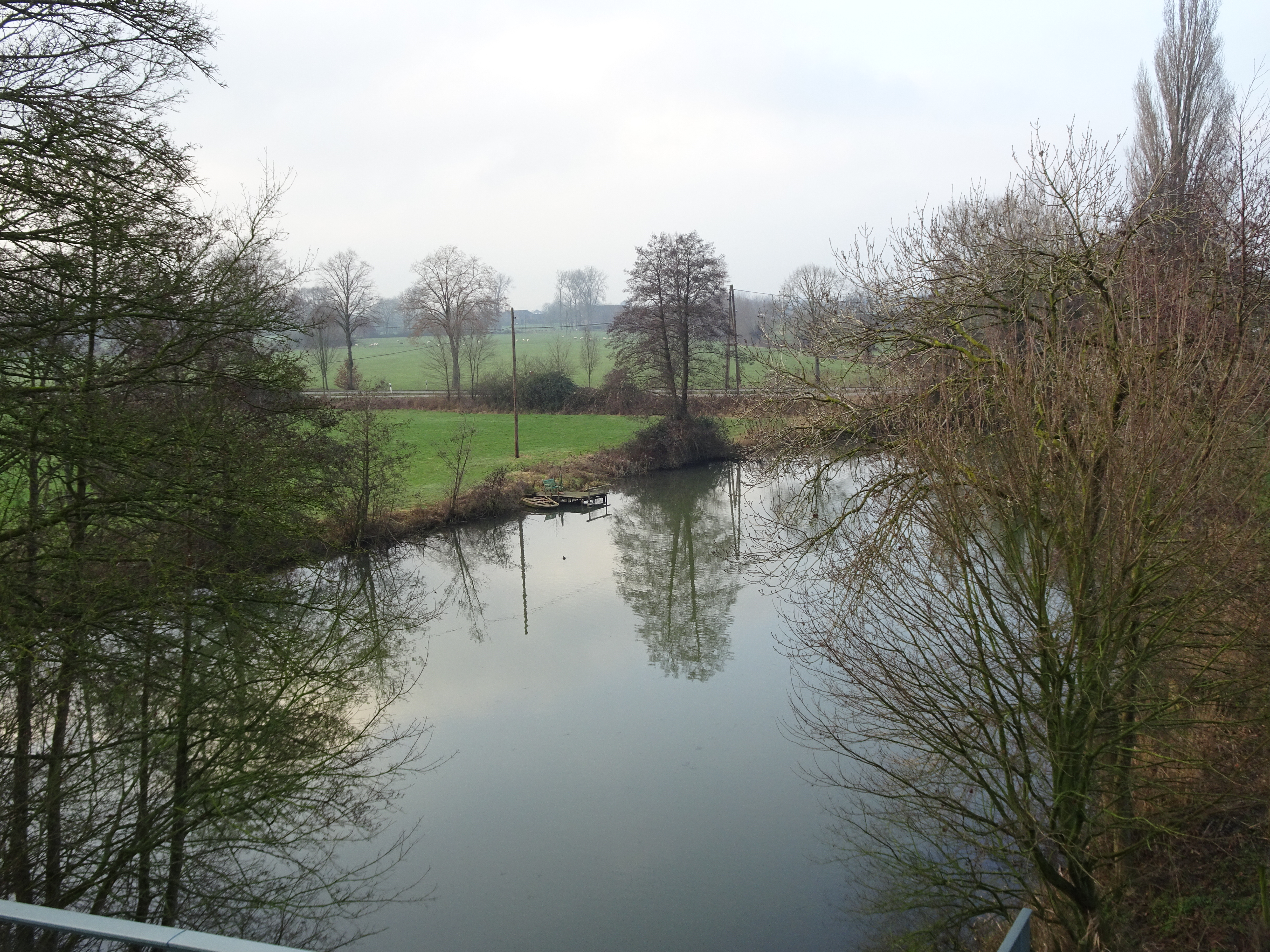
Empeler Meer
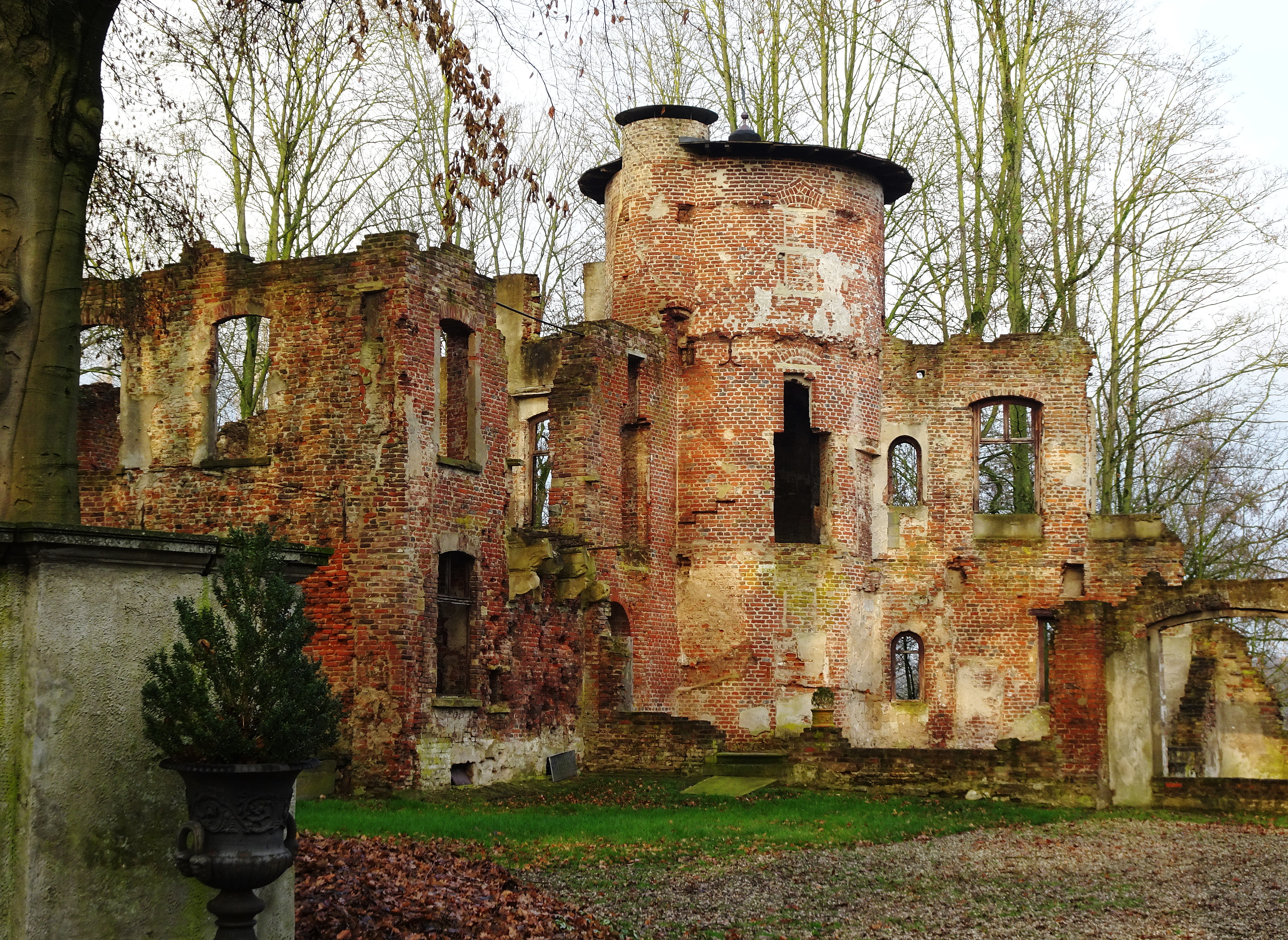
Haus Empel

Bienen · Empel · Esserden · Haffen · Haldern · Mehr · Millingen · Rees